# Oddeway Torre
Oddeway Torre var ett område vid Malabarkusten i Indien, som under perioden 1696-1722 var en dansk besittning, och sorterade under kolonin Danska Indien. Den regerades från Tranquebar av Danska Ostindiska Kompaniet, under ledning av Claus Vogdt. Oddeway Torre blev Danmarks tredje besittning i Indien, efter Tranquebar och Balasore. Sedan tillägnades Danmark flera besittningar, bland annat Serampore och Fredriksöarna.